# جان روگن
جان روگن (انگلیسی: John Rogan؛ ۲۴ ژوئیه ۱۹۳۷ – ۱۹ مارس ۲۰۱۷) بازیگر اهل جمهوری ایرلند بود.
از فیلم‌ها یا برنامه‌های تلویزیونی که وی در آن نقش داشته‌است، می‌توان به کاراواجو، غرق کردن به ترتیب شماره، پوآرو، تفاله و سپیده‌دم اشاره کرد.